# Àcid erúcic
L'àcid erúcic és un àcid gras omega 9 monoinsaturat, descrit com 22:1ω9. Té la fórmula química CH₃(CH₂)₇CH=CH(CH₂)11COOH. És prevalent en les llavors de les plantes del gènere Erysimum. En les llavors de colza de les varietats altes en àcid erúcic aquest es troba en concentracions d'entre el 20 al 54%, i el 42% en l'oli de mostassa.

## Usos
L'àcid erúcic té molts dels usos dels olis minerals, però es degrada més ràpidament. Té una capacitat limitada de polimeritzar-se. Es pot convertir en lubricant o surfactant i en un precursor del biodièsel.
Els derivats de l'àcid erúcic tenen molts usos, com l'alcohol behenil (CH₃(CH₂)21OH), un depressor del punt d'escorriment (permetent que els líquids flueixin a baixa temperatura), i un behenat de plata usat en la fotografia.

## Fonts d'àcid erúcic

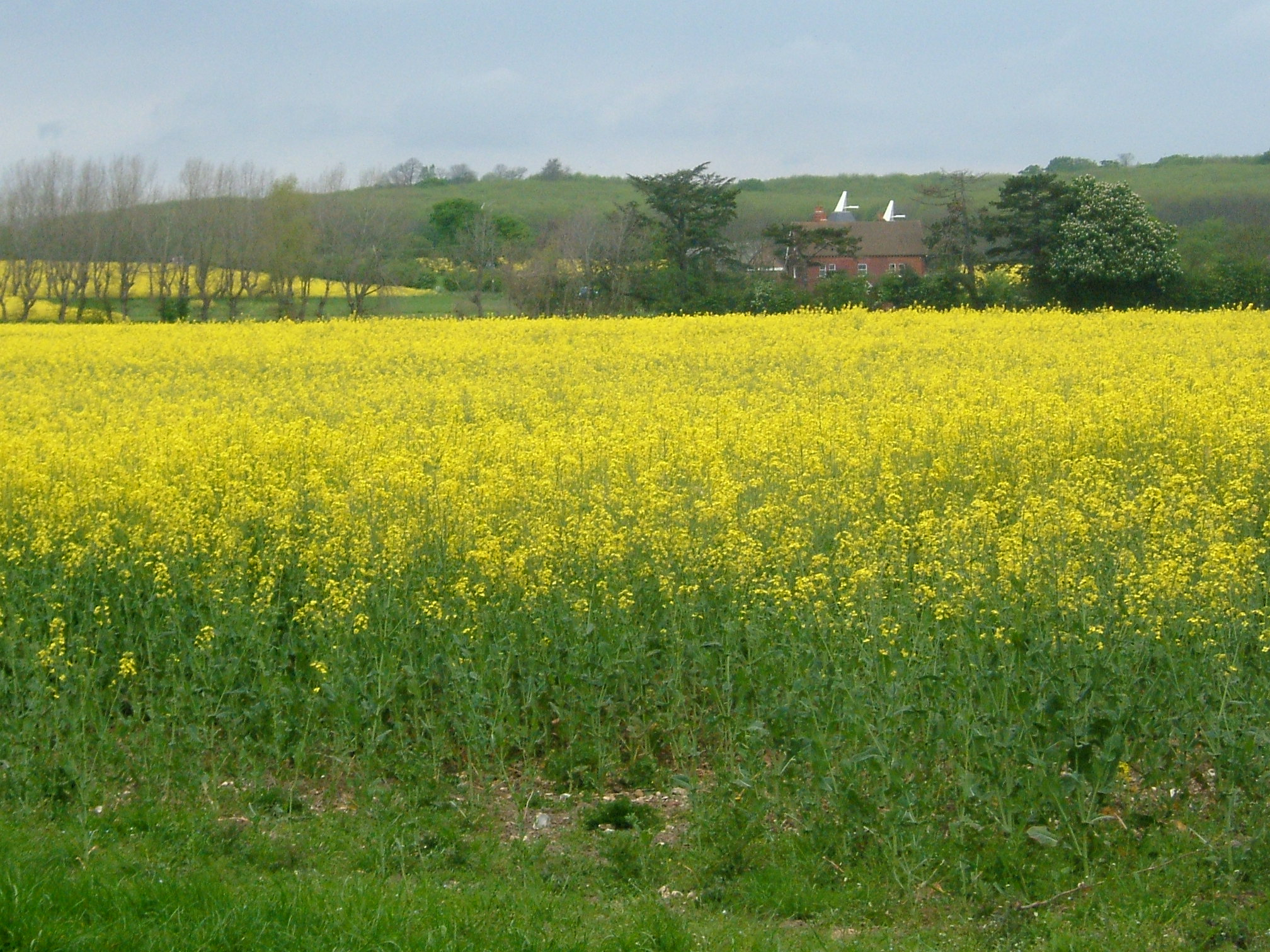
Plantes de colza.